# Psoralea triflora
Psoralea triflora är en ärtväxtart som beskrevs av Carl Peter Thunberg. Psoralea triflora ingår i släktet Psoralea och familjen ärtväxter. Inga underarter finns listade i Catalogue of Life.